# 山根基世
山根 基世（やまね もとよ、1948年（昭和23年）3月22日 - ）は、日本のアナウンサー。NHKアナウンス室長を務めた。本名・戸張 基世（とばり もとよ）。

## 人物
香川県高松市生まれ。2、3歳のころ山口県山口市へ移り、5歳からはおもに山口県防府市で育った。公式的には「山口県生まれ」としている。山口県立防府高等学校、早稲田大学卒業後、1971年に日本放送協会入局。「本当に楽しかった」と語る3年間の大阪勤務を経て、1974年より東京勤務。
チーフアナウンサー、1997年エグゼクティブアナウンサー（局次長級）、同理事待遇を経て、2005年6月の人事異動で、全国でおよそ500人のアナウンサーを統括するヘッド、アナウンス室長に就く。女性でははじめての役職であり、管理職経験がない中での大抜擢であった。室長時代は女性アナウンサーの地方異動の増加、インタビュー番組の作成、アナウンサーの海外支局や解説委員へのキャリアパス導入、子どものことば教育を行うなどの取り組みを行った。同年、『第56回NHK紅白歌合戦』の総合司会を務めた。アナウンス室長経験者は、NHK放送研修センター・日本語センターに異動しセンター責任者を務めることが慣例化しているが、アナウンス業にこだわり、元アナウンサー仲間の広瀬修子（現跡見学園女子大学教授）、宮本隆治（2007年3月退職）らとともに、退職翌月の2007年に「ことばの杜」を立ち上げた。以後、フリーランスの立場で活動している。同年10月18日放送分のテレビ朝日『徹子の部屋』で民放初出演を果たす。
2019年6月に伊藤忠エネクスの社外取締役に就任。東京大学客員准教授を歴任。有限責任事業組合「ことばの杜」の共同発起人を経て、現在は、ナレーション、講演活動のほか、「山根基世の朗読指導者養成講座」講師、「声の力を学ぶ連続講座」を主宰。子どものことば教育と地域をつなぐ、独自の活動を続けている。

## エピソード
- 映像の世紀のナレーションでよく知られる。
- 夫は東邦大学医学部名誉教授の戸張幾生。1986年、山根が38歳の時に結婚した。
- 山根の幼少時、山口県のNHK放送局は山根の地元防府市に所在した（スタジオは山口市に設置）。その後放送局は山口市に統合移転された。
- NHK局内では一時期、『朗読の加賀美幸子、ニュースの森田美由紀、ナレーションの山根基世』と称されたことがある[9]。
- 働く女性、離婚、選択的夫婦別姓、セクシャルハラスメント、介護といった分野に明るい。

## テレビ・ラジオ出演

### NHK時代
- FM番組（DJ 大阪時代）
- スタジオ102
  - 月・木曜（1975.4.7 - 1976.4.3）
  - 火・金曜（1976.4.5 - 1977.4.2）
- 女性手帳（1977.4 - 1979.3）
- NHKニュースワイド（土曜 1980.4 - 1983.3）
- 夜7時のニュース  (1982. -)
- ルポルタージュにっぽん（1982.11.25）
- NHK紅白歌合戦
  - 第34回（進行役 1983.12.31）
  - 第56回（総合司会 2005.12.31）
- おはよう広場 (1983.4 - 1984.3）
- おはようジャーナル（1984.4 - 1991.3）
- スタジオL（1985.4 - 1988.3）
- 小さな旅（1984.4〜1986.3）
- 日本・出会い旅 聞きて（1989）
- 大河ドラマ
  - 「太平記」ナレーション（1991）
  - 「炎立つ」炎紀行ナレーション（1993 - 1994）
  - 「葵 徳川三代」葵紀行ナレーション（2000）
- はんさむウーマン（1991.4 - 1993.3）
- 土曜美の朝 (1992.4 -)
- NHKスペシャル ナレーション
  - 映像の世紀（1995.3 - 1996.2）
  - 驚異の小宇宙 人体（1989.6 - 1989.9）
  - 驚異の小宇宙 人体II 脳と心（1993.10 - 1994.3）
  - マネー革命（1998.11-1998.12）
  - 驚異の小宇宙 人体III 遺伝子（1999.5 - 1999.8）
  - NHKスペシャル　オリンピック紀行・美と太陽の町バルセロナ（1992年1月1日、古舘伊知郎と共に司会）
- 素晴らしき地球の旅ナレーション（1995）
- NHKニュース7（ニュースリーダー 2000.4 - 2003.3）
- 土曜ほっとタイム（2000.4 - 2004.3）
- 美と出会う（2001.4.7 - 2003.4.5）
- 未来への教室（ナレーション 2002.4.13）
- 新日曜美術館（2003.4 - 2006.3）
- 連続テレビ小説「天花」ナレーション（2004.4 - 2004.9）
- 日本語なるほど塾（2004.4 - 2005.7。2005.4からは「知るを楽しむ」木曜枠）
- もっと身近に もっと世界へ NHK80（ラジオ総合キャスター 2005.3.19）
- ETV50（司会）
- 今日は一日○○三昧
- ラジオ深夜便
- はんさむウーマン[リンク切れ]

### フリー転向後
- 探検ロマン世界遺産（リポーター）
- にっぽんごはん紀行（NHK BShi、ナレーション）
- 民教協スペシャル「少年たちは戦場へ送られた」（信越放送、ナレーション 2010.2.11）
- SONGS「ジュリー with ザ・ワイルドワンズ」（NHK総合、ナレーション 2010.3.31、4.7）
- 2010皇室スペシャル初公開…皇后・美智子さま“希望と苦悩”綴った3通の手紙 （フジテレビ、語り 2010.12.25）
- 現在進行型歴史番組〜ジョージ・ポットマンの平成史（テレビ東京、語り 2011.7.19）
- 映画「かすかな光へ」ナレーション(2011)
- 感じて、漢字の世界（TOKYO FM）
- 山根基世のこの人に会いたい（チャンネル銀河）
- 60番勝負（NHK総合、ナレーション 2013.2.1）
- 日曜劇場 半沢直樹 （TBS、ナレーション 2013、2020）
- 日曜劇場 ルーズヴェルト・ゲーム （TBS、ナレーション 2014）
- 終の現実（テレビ西日本、ナレーション 2014）
- 調査報告　STAP細胞 不正の深層（NHK総合NHKスペシャル、ナレーション、2014年7月27日）
- 世紀の瞬間&日本の未解決事件スペシャル （テレビ朝日、ナレーション、2014年8月31日）
- エイジハラスメント（テレビ朝日、ナレーション、2015年7月9日-2015年9月10日）
- 百年の計、我にあり〜知られざる明治産業維新リーダー伝〜 （TBS、ナレーション、2016年1月3日）
- 映像の世紀プレミアム（NHK BSプレミアム、ナレーション、2016年5月28日 - 2021年12月4日）
- 古代エジプト世紀の大発見プロジェクト ツタンカーメンと伝説の王妃3300年の新事実（TBS、ナレーション、2016年7月18日）
- 映画「米軍（アメリカ）が最も恐れた男 その名は、カメジロー」ナレーション(2017)
- NAGOMI Setouchi　(TOKYO FM、ナレーション、2018)
- わ・す・れ・な・い～平成最後の証言～ （フジテレビ、ナレーション、 2019年3月11日）
- 天皇 運命の物語 （NHK総合、ナレーション、2018年12月23日 - 2019年3月30日）
- 報道2020総括SP　コロナ知られざる作戦　武漢脱出緊迫の舞台裏（フジテレビ、ナレーション、2020年12月20日）
- 映画「はりぼて」 ナレーション(2020)
- 報道スクープSP 激動！世紀の大事件８（フジテレビ、ナレーション、2021年3月20日）
- テレメンタリー2021「核のごみ　訣別の町長選」（北海道テレビ制作・テレビ朝日系、ナレーション、2021年11月21日）[10]
- 映像の世紀 バタフライエフェクト（NHK総合、ナレーション、2022年4月4日 -2023年3月13日 ）
- 50年目の告白 “安保の裏方”が見た沖縄（NHK総合九州沖縄ブロック・福岡放送局制作、ナレーション、2022年5月13日）
- 映画「War Bride 91歳の戦争花嫁」（「TBSドキュメンタリー映画祭2023」参加作品、ナレーション）
- FNN特別番組　東日本大震災から13年「震度7”犠牲者ゼロ”の街」（フジテレビ、ナレーション、2024年3月11日）
- 烏は主を選ばない（NHK総合、語り、2024年4月 - ）
- 看守の流儀（2025年6月21日、テレビ朝日） - ナレーション[11]

## 音声ガイド
- 東京国立博物館・九州国立博物館「国宝 大神社展」（2013年）

## 著書
- 『であいの旅』毎日新聞社、1988年7月。ISBN 978-4620306254。文春文庫、1991年10月。ISBN 978-4167160036。
- 『歩きながら』文化出版局、1989年4月。ISBN 978-4579303069。文春文庫、1994年4月。ISBN 978-4167160043。
- 『旅のあとさき』文化出版局、1991年11月。ISBN 978-4579303328。
- 『日本列島幸せ探し』講談社、1993年9月。ISBN 978-4062049948。
- 『ネコのあぶく』毎日新聞社、1995年8月。ISBN 978-4620310688。
- 『ことばで「私」を育てる』講談社、1999年12月。ISBN 978-4062099981。講談社文庫、2006年5月。ISBN 978-4062754118。
- 『女・今を一心に生きる NHKラジオ深夜便「列島縦断女のくらし」』三笠書房、2001年1月。ISBN 978-4837918714。
- 『「ことば」ほどおいしいものはない』講談社、2003年10月。ISBN 978-4062120975。
- 『感じる漢字 心が解き放たれる言葉』自由国民社、2014年5月。ISBN 978-4426118044。
- 『こころの声を「聴く力」』潮出版社、2015年1月。ISBN 978-4267019968。潮新書、2019年7月。ISBN 978-4267021930。
- 『山根基世の朗読読本』評論社、2015年4月。ISBN 978-4566051768。
- 『山根基世の朗読読本2』評論社、2020年2月。ISBN 978-4566051829。

### 共著・監修
- 最高裁判所長官三好達・NHKアナウンサー山根基世（1997年）『最高裁判所長官インタビュー 最高裁判所50周年を迎えて』 (PDF)  [12]。裁判所。
- 半藤一利、新井紀子、常盤豊、妹尾彰、岡田誠太郎共著『いま、子どもが危ない! 読売新聞NIE「教育に新聞を」シンポジウムからの提言 子どもを救う「言葉の力」』五月書房、2007年10月。ISBN 978-4772704656。
- 監修『これで解決!好感度を上げる話し方』主婦の友社、2007年12月。ISBN 978-4072588277。

### 翻訳
- ダイアン・アダムズ文 ペイジ・カイザー絵『このてはあなたのために』評論社、2014年10月。ISBN 978-4566001671。